# Demet Özdemir
Demet Özdemir (prononcé [dɛ.mɛt œz.de.miɾ], née le 26 février 1992 à Izmir, est une actrice et danseuse turque.

## Biographie
Elle déménage à Istanbul à l'âge de 7 ans avec sa mère, son frère et sa sœur, après le divorce de ses parents,. Pour subvenir au besoin de sa famille, Demet se met à danser, c'est comme cela qu'elle intégrera l'équipe de danse de la chanteuse Bengü. Elle commence à danser à l’Efes Kizlar. Elle fait également une apparition dans le clip de Mustafa Sandal Ates Et ve Unut.
Elle se fait connaître du grand public en 2013 avec son rôle d'Aylin dans la série fantastique de Sana Bir Sir Verecegim. Après cela, elle obtient un rôle secondaire dans la saison 2 de série télévisée Kurt Seyit ve Sura, où elle interprète le personnage de Alya. Ce rôle lui permet de se faire encore plus remarquer et de décrocher le premier rôle seulement deux ans après avoir commencé sa carrière d'actrice dans la série Çilek Kokusu au côté de Yusuf Çim et Mine Tugay. Pendant la série, elle se met en couple avec son partenaire de jeux Yusuf Çim, mais quelque temps après la fin de la série, le couple se sépare. 
En 2016, Demet décroche un nouveau premier rôle dans la série No 309 au côté de Furkan Palalı, la série est un véritable succès en Turquie et se termine au bout de 2 saisons (65 épisodes). No 309 est toujours à l'heure actuelle (en 2020) l'une des rom-com les plus longues dans l'industrie télévisuelle turque. Alors qu'elle souhaite se tourner vers un nouveau genre après avoir jouée dans deux rom-com, elle reçoit le scénario de la série Erkenci Kuş, elle a un vrai coup de cœur pour le personnage de Sanem Aydın et elle accepte le rôle. Elle partage l'affiche avec l'acteur Can Yaman. Cette série n'est pas seulement un succès en Turquie, mais dans le monde entier. Ce qui lui vaut une reconnaissance mondiale. La série bat des records d'audience partout où elle est diffusée (Grèce, Espagne, Italie, etc.),,. La série s'arrête après 51 épisodes, ce qui fait de cette rom-com l'une des plus longues dans l'industrie télévisuelle turque.
Fin 2019, après l'arrêt de Erkenci Kuş, alors qu'elle souhaite se reposer car elle n'avait jamais arrêtée depuis qu'elle a commencé en 2013, elle lit le scénario de la série Doğduğun Ev Kaderindir, elle a une véritable connexion au personnage de Zeynep (qui fait des études pour devenir avocat -métier que Demet aurait aimé exercer si elle n'avait pas dû commencer tôt à travailler pour subvenir au besoin de sa famille), de ce fait elle accepte le rôle. Ajouter à cela, elle a le plaisir de partager l'affiche avec l'acteur turc İbrahim Çelikkol, acteur qu'elle admire, surtout après l'avoir vu dans la série Siyah Beyaz Aşk, série qu'elle a avoué adorer. La saison 1 est brusquement arrêtée en raison de la pandémie de Covid-19, le dernier épisode de la saison 1 (épisode 12), est diffusé début juillet. La saison 2 est attendu pour le début de septembre 2020.
En parallèle de ses projets télévisés, Demet joue dans le film Tut Sözünü en 2015 dans le rôle de Demet. Mais c'est en 2017 qu'elle obtient son premier rôle au cinéma, dans le film Sen Kiminle Dans Ediyorsun, où elle interprète le rôle de Aysel.
En 2018, Demet commence une relation avec l'acteur Seçkin Özdemir mais la relation ne dure pas et le couple annonce sa séparation la même année, leur emploi du temps respectif a eu raison de leur couple.
En 2019, grâce à son interprétation de Sanem Aydın, elle reçoit l'Award de la meilleure actrice au Murex d'or (Liban).
Au cours de l'automne 2019, Demet fait une collaboration avec la marque de sport, Nike. Elle encourage les gens à faire de la danse comme sport et les invitent à se filmer et le poster sur les réseaux sociaux avec le mot-dièse #ALLFOR1TURKEY.
En novembre 2019, elle est annoncée comme la nouvelle ambassadrice de la marque Pantene. Elle devient l'ambassadrice de la marque en Turquie, mais aussi dans d'autres pays comme la Serbie. Pour cela, elle touche la somme de 3 millions de livre turque, ce qui est plus que l'ancienne ambassadrice de la marque (Neslihan Atagül avait touché 1,100 million de livre turque). En tant qu'ambassadrice de la marque elle décerne le prix "Pantene Breakthrough Star" au Golden Butterfly Awards 2020 aux actrices Ebru Şahin, Alina Boz et İlayda Alişan.
Demet a été beaucoup associée à son partenaire de jeu Can Yaman, en effet pendant de long mois la presse les a dit en couple dû a leur très bonne alchimie dans la série Erkenci Kuş. Mais les deux ont toujours démenti les rumeurs, disant qu'ils ne sont que "bon ami",.
Début 2021, elle confirme la rumeur de sa relation avec le chanteur turc Oğuzhan Koç en postant une photo d'eux avec un cœur sur InstaStory. Elle confirme aussi qu'elle a pour projet de filmer un film pendant l'été 2021 si les conditions sanitaires le permettre (la pandémie de Covid-19 était encore bien présent dans le monde), elle révèle aussi qu'il s'agit d'une comédie.
Après une courte séparation d'avec son petit ami Oğuzhan Koç en décembre 2021, elle accepte la demande en mariage de ce dernier le 14 février 2022. Ils se marient le 28 août 2022. Le 13 avril 2023, Demet et Oguzhan annoncent sur Instagram le début de leur procédure de divorce.

## Filmographie

### Cinéma
- 2014 : Tut Sözünü : Demet
- 2017 : Sen Kiminle Sans Ediyorsun : Aysel (rôle principal)
- 2022 : Aşk Taktikleri (VF : Les Tactiques de l'amour) : Aslı (rôle principal)
- 2023 : Aşk Taktikleri 2 (VF : Les Tactiques de l'amour 2) : Aslı (rôle principal)

### Série télévisées
- 2013 : Sana Bir Sır Vereceğim : Aylin Gündoğdu (rôle principal)
- 2014 : Kurt Seyit ve Şura : Alya (rôle secondaire)
- 2015 : Çilek Kokusu : Aslı Koçer (rôle principal)
- 2016 - 2017 : No 309 : Lale Yenilmez (rôle principal)
- 2018 - 2019 : Erkenci Kuş : Sanem Aydın (rôle principal)
- 2019 - 2020 : Doğduğun Ev Kaderindir : Zeynep (rôle principal)
- 2023 : Adım Farah : Farah (rôle principal)